# .gt
.gtは国別コードトップレベルドメイン（ccTLD）の一つで、グアテマラに割り当てられている。
レジストリ直下からの登録する場合、グアテマラ市民は格安で登録することができる。

## 第二レベルドメイン
- .com.gt: 商業機関
- .edu.gt: 教育機関
- .net.gt: ネットワーク。制限なし
- .gob.gt: グアテマラ政府機関
- .org.gt: 組織。制限なし
- .mil.gt: グアテマラ軍
- .ind.gt: 個人